# Sextuple (voetbal)
Met het winnen van de sextuple wordt bedoeld dat een voetbalclub binnen één seizoen zes grote nationale en internationale prijzen weet te veroveren. In het Europese voetbal is dit een uiterst zeldzame prestatie. Tot op heden zijn alleen FC Barcelona (in 2009) en Bayern München (in 2020) erin geslaagd om een volledige sextuple te behalen.
Tijdens een voetbalseizoen nemen clubs doorgaans deel aan meerdere nationale competities, zoals de competitie en een of meerdere bekertoernooien, en soms ook aan continentale toernooien. Het winnen van meerdere prijzen in één seizoen wordt beschouwd als een bijzondere prestatie. dubbel (twee prijzen) en treble (drie prijzen) blijven vaak lang in het geheugen hangen, maar komen met enige regelmaat voor. Het winnen van vier of meer trofeeën in één seizoen is daarentegen veel zeldzamer. In de jaren 2010 werden de termen quadruple, quintuple en sextuple soms gebruikt om respectievelijk vier, vijf en zes prijzen in één seizoen aan te duiden.

## Eisen
De zes vereiste titels zijn als volgt onderverdeeld:
Drie nationale prijzen:
- de landstitel (winst in de nationale competitie)
- winst in het nationale bekertoernooi
- winst in de nationale supercup

Twee internationale continentale prijzen:
- winst in de UEFA Champions League
- winst in de UEFA Super Cup

Eén internationale wereldtitel:
- winst in het FIFA Club World Cup

## Winnaars

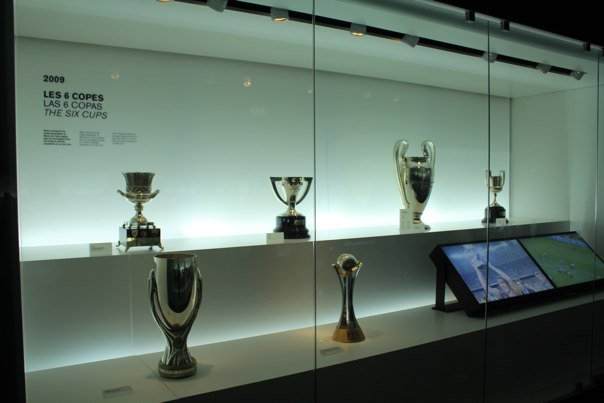
De zes trofeeën die FC Barcelona in 2009 won, tentoongesteld in het museum van Camp Nou.

### 2009:FC Barcelona(onderPep Guardiola)
| Jaar | Titel                 |
| ---- | --------------------- |
| 2009 | Primera División      |
| 2009 | Copa del Rey          |
| 2009 | Supercopa de España   |
| 2009 | UEFA Champions League |
| 2009 | UEFA Super Cup        |
| 2009 | FIFA Club World Cup   |

### 2020:FC Bayern München(onderHansi Flick)
| Jaar | Titel                 |
| ---- | --------------------- |
| 2020 | Bundesliga            |
| 2020 | DFB-Pokal             |
| 2020 | DFL-Supercup          |
| 2020 | UEFA Champions League |
| 2020 | UEFA Super Cup        |
| 2020 | FIFA Club World Cup   |